# Lotta Ericson
Lotta Ericson född 1969 i Malmö är en svensk fridykare.
Ericson hade under en tid världsrekordet i grenen statisk apnea med 6 minuter och 31 sekunder. I grenen gäller det att i stilla läge, med ryggen uppåt, hålla andan så länge som möjligt. Hon har senare ökat denna tid till 6 minuter och 49 sekunder.
År 2003 satte hon svenskt rekord i dynamisk apnea med längden 111 meter. Hon har senare ökat denna längd till 167 meter.
Hon har arbetat som fridykningsinstruktör och drivit dykcenter vid Dahab vid Röda Havet.